# Justicia stachytarphetoides
Justicia stachytarphetoides är en akantusväxtart som först beskrevs av Gustav Lindau, och fick sitt nu gällande namn av C. B. Cl.. Justicia stachytarphetoides ingår i släktet Justicia och familjen akantusväxter. Inga underarter finns listade i Catalogue of Life.